# Tipula (Microtipula) tenuicula
Tipula (Microtipula) tenuicula is een tweevleugelige uit de familie langpootmuggen (Tipulidae). De soort komt voor in het Neotropisch gebied.